# Wiradjuri

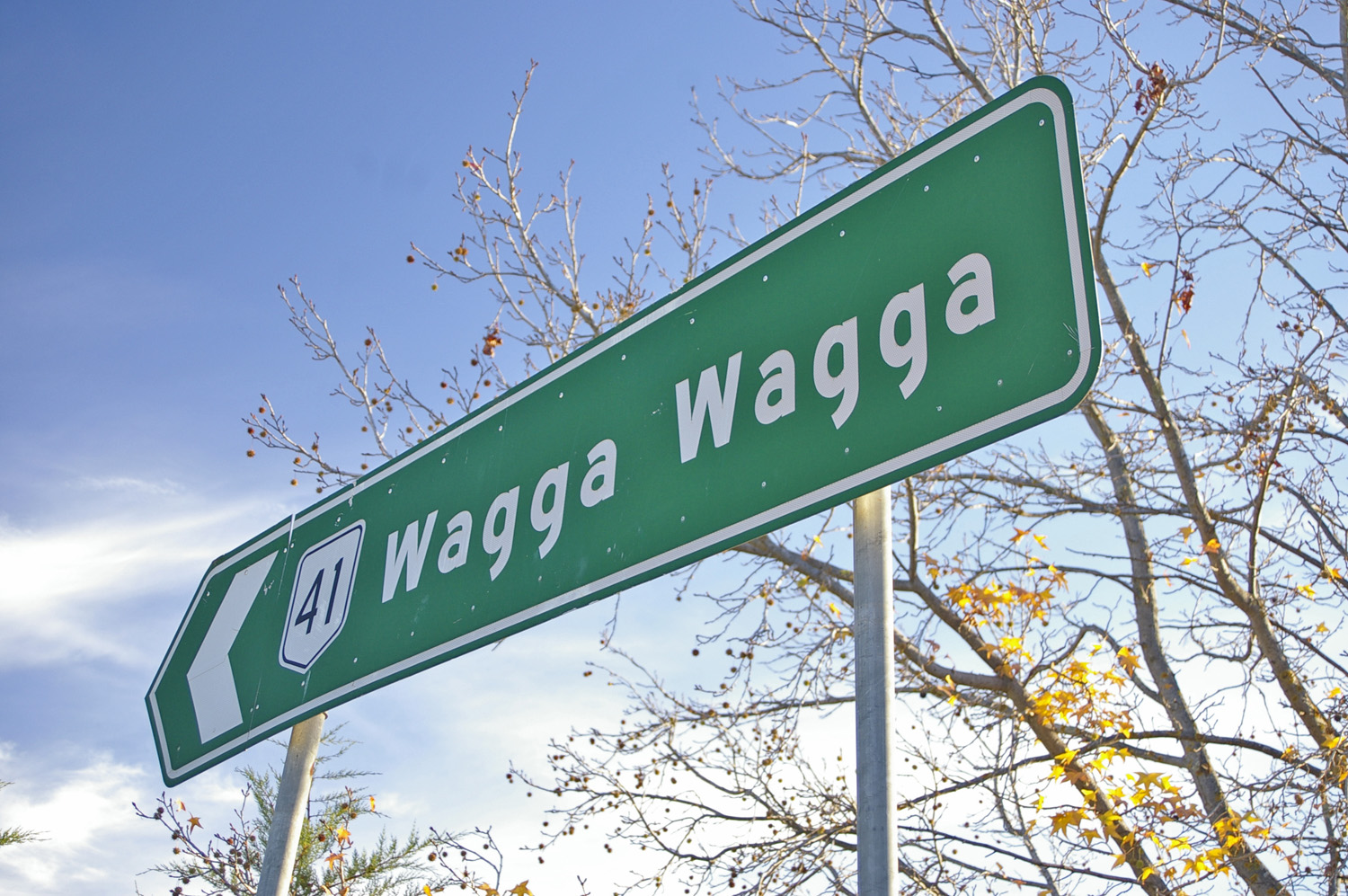
Název města Wagga Wagga pochází z jazyka wiradjuri

Wiradjuri je austrálský domorodý jazyk, tradiční jazyk kmene Wiradjuriů. Řadí se do velké jazykové rodiny pama-nyunganských jazyků (kam patří většina domorodých austrálských jazyků), v rámci které se řadí do podskupiny wiradhurických jazyků. Počet rodilých mluvčích se odhaduje na 30, ale existují programy na jeho záchranu a vyučuje se také ve školách. Jazyk wiradjuri má 2 dialekty: wiraiari a jeithi. Existuje také online anglicko-wiradjurský slovník.
Z jazyka wiradjuri pochází název města Wagga Wagga.

## Ukázka jazyka
Základní číslovky:
| Číslovka | Číslovka v jazyce wiradjuri |
| -------- | --------------------------- |
| 1        | ngumbaay                    |
| 2        | bula                        |
| 3        | bula ngumbaay               |
| 4        | bungu, bula bula            |
| 5        | marra                       |
| 6        | marra ngumbaay              |
| 7        | marra bula                  |
| 8        | marra bula ngumbaay         |
| 9        | marra bungu                 |
| 10       | marra marra, dyinang        |

Věta:
- Wiray Ngiyang Wiray Mayiny. (Kde není jazyk nejsou lidé.)[2]